# Corydalus diasi
Corydalus diasi är en insektsart som beskrevs av Navás 1915. Corydalus diasi ingår i släktet Corydalus och familjen Corydalidae. Inga underarter finns listade i Catalogue of Life.